# Ділан Батубінсіка
Бутука Ділан Батубінсіка (фр. Buduka Dylan Batubinsika, нар. 15 лютого 1996, Сержі - Понтуаз, Франція) — конголезький футболіст, центральний захисник французького клубу «Сент-Етьєн» та національної збірної ДР Конго.

## Ігрова кар'єра

### Клубна
Ділан Батубінсіка народився у передмісті Парижа і з 2004 року почав займатися у футбольній академії столичного клубу «Парі Сен-Жермен». Та через високу конкуренцію Ділан не зумів пробитися до першої команди ПСЖ і провів чотири сезони, граючи за дублюючий склад парижан у Національному дивізіоні. Після чого у 2017 році перебрався до Бельгії, де провів також чотири сезони, граючи за клуб Про - Ліги «Антверпен». З яким у 2020 році виграв Кубок Бельгії.
Влітку 2021 року Батубінсіка перейшов до португальського «Фамалікан», а вже через рік був відданий в оренду в ізраїльський «Маккабі» з Хайфи, з яким в першому ж сезоні виграв національний чемпіонат.
У липні 2023 року футболіст повернувся до Франції, де підписав дворічний контракт з французьким клубом «Сент-Етьєн» і 5 серпня зіграв першу гру у новій команді у Лізі 2.

### Збірна
На міжнародному рівні Ділан Батубінсіка починав виступати за юнацькі збірні Франції. 
14 червня 2023 року у товариському матчі проти команди Уганди Ділан Батубінсіка дебютував у складі національної збірної ДР Конго. У січні 2024 року захисник брав участь у Кубка африканських націй, де його команда посіла четверте місце.

## Титули
Антверпен
 Переможець Кубка Бельгії: 2019/20
Маккабі (Хайфа)
 Чемпіон Ізраїлю: 2022/23